# L'ultimo combattimento di Wong
L'ultimo combattimento di Wong (Once Upon a Time in China V) è un film del 1994 diretto da Tsui Hark.
È il quinto film della saga di Once Upon a Time in China, iniziata dallo stesso Hark nel 1991 con il film omonimo.
Il precedente capitolo, Once Upon a Time in China IV è tutt'ora inedito in Italia.

## Trama
Il maestro Wong Fei-hung e i suoi allievi accettano di liberare i mari dalle razzie di un gruppo di feroci pirati.

## Produzione
Dopo lo scarso risultato al botteghino e le critiche negative del quarto capitolo (Once Upon a Time in China IV), Tsui Hark, decise di girare lui stesso un sequel, poiché non diresse il film precedente.
Molti altri operatori che lavorarono alla trilogia originale  tornò, a differenza del quarto capitolo.

## Sequel e serie TV

### Serie televisiva
Nel 1995 venne realizzata una serie televisiva, intitolata Wong Fei Hung Series.
La serie è ambientata subito dopo gli eventi di questo film; e vede il ritorno di Vincent Zhao come protagonista.
La serie è inedita in Italia.

### Sequel
- Nel 1997 uscì l'ultimo capitolo della saga, intitolato C'era una volta in Cina e in America (Once Upon a Time in China e in America), diretto da Sammo Hung e vede il ritorno di Jet Li come protagonista, dopo la sua assenza negli ultimi episodi.